# 宝塚すみれ
宝塚 すみれ（たからづか すみれ）は、日本の女性声優。主にアダルトゲームに声をあてている。

## 出演
太字はメインキャラクター。

### アダルトアニメ
1980年代
- 美少女コミック ロリコンエンジェル 蜜の味（1985年、マリ）
- くりいむレモン シリーズ（1985年 - 1987年）
  - 6 エスカレーション2 禁断のソナタ（1985年、マリ）
  - 12 いけないマコちゃん MAKO・セクシーシンフォニー（1986年、マコ）※後編
  - 16 エスカレーション3 天使たちのエピローグ（1987年、マリ）
- 魔法のルージュりっぷ☆すてぃっく（1985年）
- 20世紀最後のあがき マドンナ 気持ちいいことして下さい（1985年、マドンナ）
- フルーツバージョン お姉ちゃんとわたし（1985年、ナミ）
- 新くりいむレモン シリーズ（1987年 - 1988年）
  - 1 5時間目のヴィーナス（1987年、不京八千代）
  - 4 e・tude 雪の鼓動（1987年、秋本郷子）
  - 9 放課後×××（1988年、あすか）

1990年代
- 新・エンジェル（1994年- 1995年、姫乃樹静香）
- Space Ofera アッガ・ルター（1998年 - 1999年、マーサ）[注 1]
- 闘神都市II 3 血戦篇（1999年、堕天使アプロス）

2000年代
- 顔のない月（2001年 - 2004年、倉木由利子）
- 妻みぐい THE ANIMATION（2003年、蓮間香苗）

### アダルトゲーム
- 同級生2（1997年、篠原いずみ）
- マーズ★ボール（1998年）
- Space Ofera アッガ・ルター 恐怖の宇宙魔女（1999年、マーサ）
- PIANOSTRAIN（2002年、櫛田さやか）
- SHUFFLE!（2004年、時雨亜沙）
- LOST CHILD（2006年、安藤霧子）
- Really? Really!（2006年、時雨亜沙[1]）
- SHUFFLE! Essence+（2009年、時雨亜沙）
- SHUFFLE! Love Rainbow（2011年、時雨亜沙）
- Princess×Princess（2021年、時雨亜沙[2]）

### ドラマCD
- Really? Really! オリジナルドラマCD 1、2（2007年、時雨亜沙）- 1秋色のCherry Blossom 2冬のHappy End
- SHUFFLE! Essence+ -LOVERS FRAGMENT-（2010年、時雨亜沙）- 予約特典ディスクだった3枚をまとめたドラマCD